# 2012年夏季オリンピックの開催地選考
2012年夏季オリンピックの開催地選考（2012ねんかきオリンピックのかいさいちせんこう）では、2012年夏季オリンピックの開催地が選考されるまでの経緯について記述する。
2012年夏季オリンピックの開催地選考には9都市が立候補した。そのうち、1次選考でロンドン、マドリード、モスクワ、ニューヨーク、パリの5都市が最終候補都市(正式立候補都市)に選出され、ロンドンが史上初の3度目となる夏季オリンピック開催地に選ばれた。2012年夏季オリンピックの開催地選考レースは、これまでのオリンピック招致レースの歴史の中で最も熾烈な戦いだったと評されている。当初から質の高い計画が高評価で有力視されていたパリを、セバスチャン・コー招致委員会会長率いるロンドンが追い上げ、ロンドンはその後も積極的なロビー活動を展開して開催権を勝ち取った。マドリードも有力候補の一角ではあったが、国内で1992年にバルセロナオリンピックを開催してからまだ20年しかたっていないことが障害となり、ロンドンやパリほどの支持を集めることが出来なかった。
立候補を申請した9都市が概要計画を記した「申請ファイル」をIOCに提出したあとIOCの作業部会が各都市を点数評価し、2004年5月18日に行われた1次選考で点数の高かった上位5都市が最終候補都市に選出された。評価の低かった残りの4都市（ハバナ、イスタンブール、リオデジャネイロ、ライプツィヒ）は1次選考で落選した。最終選考に残った5都市は世界的な大都市同士の争いとなり、当初は1次選考で高評価を得たパリとマドリードが抜き出る展開でスタートしたが、2005年になると現地視察や評価報告書の結果からロンドンも次第に追い上げ、白熱した戦いとなった。2005年7月6日、シンガポールで開かれた第117次IOC総会において開催地を決める投票が行われ、1回目の投票でモスクワが落選、2回目でニューヨーク、3回目でマドリードがそれぞれ落選し、最後の決選投票でパリを4票差で制したロンドンが開催地に選ばれた。
開催地決定の1ヵ月後にパリの招致委員会関係者が、ロンドンがIOCの規定に違反した行為を行っていたという論議を起こした。焦点となったのはトップアスリートや当時のトニー・ブレア首相によるロビー外交であった。IOCのジャック・ロゲ会長はこの告発に対し、「競争は公平であった。」と公式発表した。もう1つの告発は、イギリスのテレビ系列であるパノラマによる秘密調査で明らかになったもので、IOCのイヴァン・スラヴコフ委員やオリンピック関連団体がロンドンに投票することで金銭の授受があったのではという金権腐敗疑惑である。2002年の招致レースにおけるソルトレイクシティの金権腐敗の影響が残る中での事件だったため、IOCの反応は迅速かつ毅然であった。

## 開催地選考の過程
オリンピック開催地の選考過程は、立候補を希望する都市を抱える国・地域のオリンピック委員会(NOC)が国際オリンピック委員会(IOC)に申請書を提出することで始まり、開催7年前に開かれるIOC総会でIOC委員の投票によって開催地が決定される。この過程は、オリンピック憲章の第5章34項に定められている。
1999年から開催地の選考過程は2段階の構成に変更された。まず第1段階では立候補の申請書をIOCに提出して「申請都市」となり、IOCが作成した設問に答える形の概要計画書「申請ファイル」を期限日までに提出しなければならない。その後、IOCの作業部会が各都市の申請ファイルを精査して点数評価し、点数の高い都市は大会の開催能力があると見なされ、IOC理事会において「正式立候補都市」に選出される。選出された都市のみ第2段階に進み、期限日までに詳細な開催計画書「立候補ファイル」をIOCに提出する。このファイルを基にIOCの評価委員会(IOC委員、NOC代表、国際競技団体代表、選手代表、パラリンピック委員会代表などで構成)が各都市を4日間現地視察し、その結果から長所と課題を併記した「評価報告書」を開催地決定の1ヶ月前に各IOC委員に送付し、公表する。
開催地を決める投票は、立候補した都市及びその国以外で開かれるIOC総会で行われる。投票はIOC委員によって行われ、各委員がそれぞれ1票を持つ。IOCの会長には投票権がなく、立候補都市を擁する国の委員はその都市が落選するまでは投票に参加できない。過半数の票を得た都市が開催地に選ばれるが、1回目の投票で過半数の票を得た都市が無かった場合は最も票の少ない都市を落選させ、2回目の投票を行う。この手順で過半数の票を得る都市が出るまで投票を繰り返す。開催地に選ばれた都市は、その都市を抱えるNOCの代表が、IOCと「開催確約書」に署名することで正式に開催都市として決定する。

### 申請都市の1次評価
2012年夏季オリンピック開催地への立候補申請は2003年7月15日に締め切られた。9都市が2004年1月15日までに申請ファイルをIOCに提出し、IOCの作業部会がこれを精査して各都市を11項目（政府の支援・世論、インフラ、競技会場、選手村、環境、宿泊施設、交通、治安、過去の国際大会開催実績、財政、遺産）ごとに点数評価（各項目10点満点で総合平均を弾き出す）した。総合平均が6以上あればオリンピックの開催能力があると見なされ1次選考を突破する可能性が高くなるが、6を下回ると可能性はほぼなくなる。2004年5月18日、IOCは1次選考の結果を発表した。
- パリ — 8.5点
- マドリード — 8.3点
- ロンドン — 7.6点
- ニューヨーク — 7.5点
- モスクワ — 6.5点
- ライプツィヒ — 6.0点
- リオデジャネイロ — 5.1点
- イスタンブール — 4.8点
- ハバナ — 3.7点

1次選考の結果、評価点の高い上位5都市が「正式立候補都市」に選出され、次の過程へ進んだ。なお、規定により、正式立候補都市に選出された都市はそれぞれの招致ロゴにオリンピック・エンブレムを使用することが許される。[b]

### 立候補都市の現地視察
2004年11月15日までに、全ての立候補都市が立候補ファイルを提出した。各都市の立候補ファイルを精査したIOCの評価委員会は、モロッコのIOC委員であるナワル・エル・ムータワキル委員長をはじめとする13人の委員で構成され、2005年2月3日-3月17日までの間、各立候補都市を4日間の日程で現地視察した。
- マドリード — 2月3日–6日
- ロンドン — 2月16日–19日
- ニューヨーク — 2月21日–24日
- パリ — 3月9日–12日
- モスクワ — 3月14日–17日

パリの招致委員会は、IOC評価委員会による現地視察で2つの課題に直面した。1つは現地視察中にストライキとデモが行われたこと、もう1つはフランスのIOC委員であるギー・ドリュー委員が政党の汚職事件に関与していたことが明らかになったことである。
2005年6月6日、IOCは現地視察の結果を記した5都市の評価報告書を公表した。この評価報告書では各都市の優劣を点数化してはいないが、パリが最も高い評価を受け、これに並ぶ形でロンドンも高評価を得たことで、1次評価の際よりもロンドンの評価が改善していることを示した。ニューヨークとマドリードにもまずまずの評価が与えられたが、モスクワについてはいくつか課題が指摘されていた。しかし、同日にニューヨークは大きな課題に直面することとなった。ニューヨーク招致計画でメインスタジアムとなっていたウエスト・サイド・スタジアムの建設をニューヨーク州が拒否したのである。ニューヨーク招致委員会は1週間以内に代替案を示したものの、開催地決定投票まで1ヶ月を切った状況での出来事であったことから、ニューヨークの招致成功のチャンスはほぼゼロに近くなってしまった。
開催地を決める第117次IOC総会では、最有力候補のパリがIOC委員の支持を得るため広範に活動していた。特にパリは1992年夏季オリンピックと2008年夏季オリンピックに続く3回目の挑戦であった。ロンドンは招致レースの序盤からパリに大きく遅れをとっていたが、2004年5月19日にセバスチャン・コー氏が招致委員会会長に就任したことで状況が一転し、2004年末に行われた予測ではパリをロンドンが追いかける展開となっていた。最終決戦となった第117次IOC総会の会場でもパリとロンドンが熾烈なアピール合戦を繰り広げた。2005年7月1日、IOCのジャック・ロゲ会長は報道機関からの問いかけに応じ、「IOC委員がどの都市に投票するのかは分からないが、私に状況を話してくれる委員によれば非常に接戦となっているようだ。おそらく10票以下の差になるのではないか」と話した。

### 開催地決定投票
1. 詳細は第117次IOC総会を参照。

第117次IOC総会の開会式は2005年7月5日にシンガポールのエスプラネード・シアターズ・オン・ザ・ベイで行われた。リー・シェンロン首相が開会を宣言し、"One Voice, One Rhythm, One World" のテーマの下、歌や踊りなどの文化プログラムが繰り広げられた。
2005年7月6日、開催地を決める一連の日程がラッフルズ・シティ・コンベンションセンターで始まった。まず各立候補都市による1時間のプレゼンテーションと30分の質疑応答が現地時間9:00に始まり、ロンドン、マドリード、ニューヨーク、モスクワ、パリの順に行われた。その後17:00に評価委員会による最終評価報告を経て、開催地を決める投票へと移った。電子投票のため各委員に専用の投票キーが渡され、各都市に投票用の番号が抽選で割り当てられた。116人のIOC委員のうち1回目の投票に参加できない17人の委員を除いた99人の委員が投票権を持つこととなった。
| 2012年五輪開催地決定投票で投票権を持たなかった委員 (17人) | 2012年五輪開催地決定投票で投票権を持たなかった委員 (17人)                                                        |
| 立候補都市を抱える国の委員 (13人) | 他の委員 (4人)                                                                                                   |
| --- | --- |
| - ジャン＝クロード・キリー - アンリ・セランドール - アニタ・デフランツ - ジェームズ・イーストン - ロバート・クトバートリック - ヴィタリー・スミルノフ - シャミール・タルピシチェフ - アレクサンドル・ポポフ - アン王女 - クレイグ・リーディー - フィル・クレイヴン - ピラール・デ・ボルボン・イ・ボルボン＝ドス・シシリアス - フアン・アントニオ・サマランチ・ジュニア | - ジャック・ロゲ (IOC会長) - イヴァン・スラヴコフ (資格停止) - ニコス・フィラレトス (欠席) - ギー・ドルー (欠席) |

現地時間(シンガポール)の18:26に電子投票による投票が始まり、最初の投票で最も票の少なかったモスクワが落選。次いでニューヨーク、マドリードが落選し、パリとロンドンの決選投票が18:45に終了した。その後行われた開催地発表セレモニーで、19:49頃にジャック・ロゲ会長からロンドンが開催地に決まったことが発表された。この開催地発表の様子は世界中で約10億人がテレビ中継を見ていたとされている。
開催地発表のあと投票結果が公表され、ロンドンは1回目、3回目、最終の投票でそれぞれ最多の票を獲得。マドリードは2回目の投票で最多となるも3回目の投票で最少となり落選し、決選投票で敗れたパリとロンドンの票差は4票だった。
| City         | 国 (NOC) | 1回目 | 2回目 | 3回目 | 4回目 |
| ロンドン     | イギリス | 22    | 27    | 39    | 54    |
| パリ         | フランス | 21    | 25    | 33    | 50    |
| マドリード   | スペイン | 20    | 32    | 31    | —     |
| ニューヨーク | アメリカ | 19    | 16    | —     | —     |
| モスクワ     | ロシア   | 15    | —     | —     | —     |

## 立候補都市概要

### ロンドン

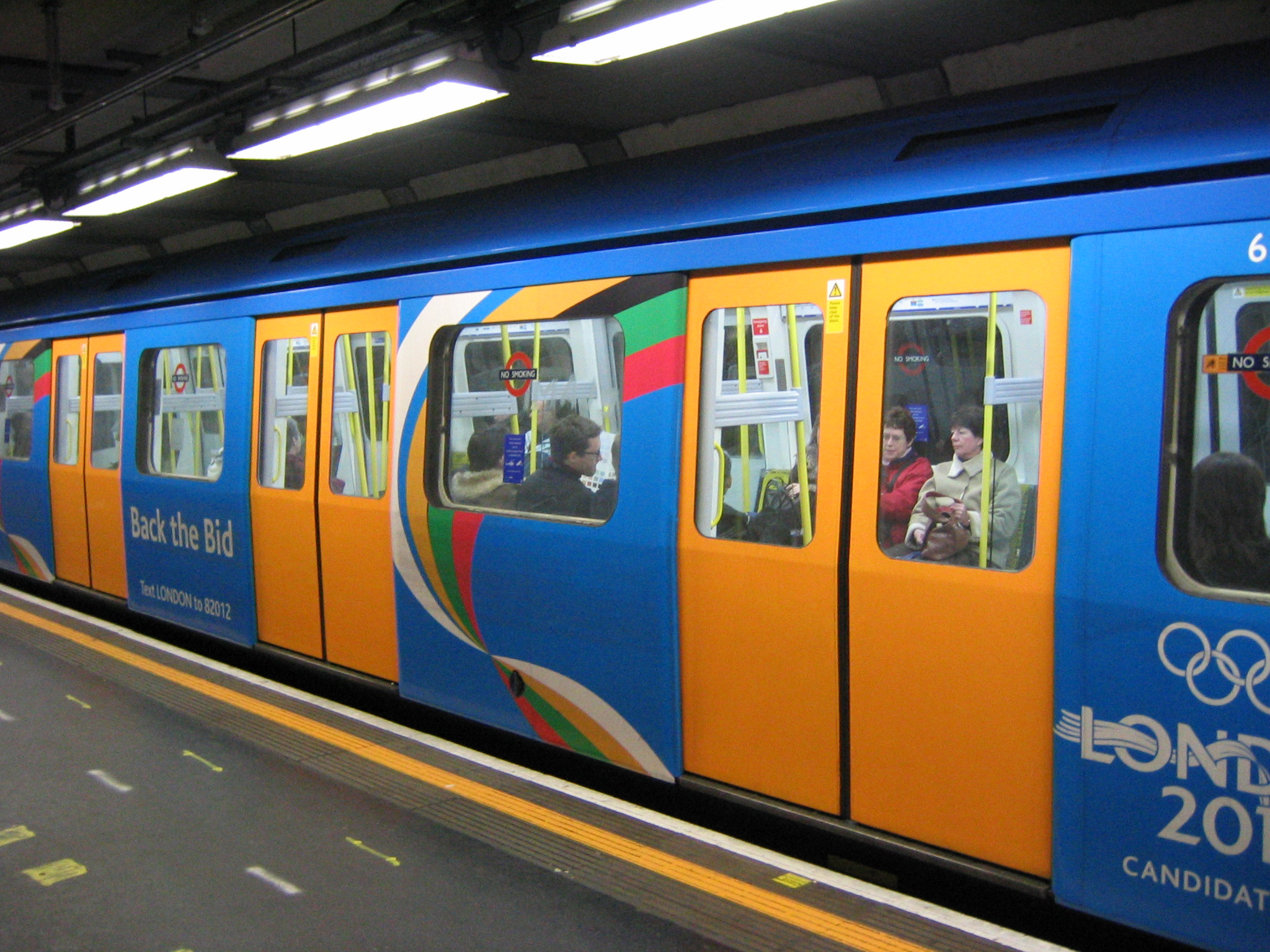
招致PR用の装飾を施したロンドン市内の地下鉄

ロンドンが立候補に至った背景には、1992年夏季オリンピックにバーミンガムが、1996年夏季オリンピックと2000年夏季オリンピックにマンチェスターが立候補するも敗れたことを受け、イギリスオリンピック委員会(BOA)が夏季オリンピックの開催を目指すには首都ロンドンしかないと判断したことにあった。ロンドンは標高差の少ない平地が広がっているために会場間の移動が容易で、オリンピック公園と選手村を容易に移動できる。オリンピック・ジャヴェリンと呼ばれる高速シャトルサービスの運行や既存の交通システムの使用により、1時間に約24万人もの人々を移動させることができた。大会終了後には、これらの地域は150年以上前から発展してきた都市公園の一部に編入されることになった。そしてオリンピック医療機関が誘致され、スポーツ医療やリハビリテーションセンターとして生まれ変わった。ロンドンの五輪招致は、地下鉄網の改善とオリンピックに伴う投資のためだと言われたが、招致委員会はロンドンが世界的にも有名な都市であることや既存の競技施設が多くあることを強調した。ロンドンはパリに次ぐ2番人気となっていたが、セバスチャン・コー会長の招致演説によって勝利した。
開催決定の翌日の2005年7月7日に行われる予定だった開催決定祝賀式典は、ロンドンの主要交通システムで起きた同時多発テロによって中止となった。この事件により五輪に向けて治安に対する懸念が生じたが、IOCやイギリス政府が打ち出した治安対策への強いメッセージによってロンドンでの開催は維持されることとなった。

### パリ

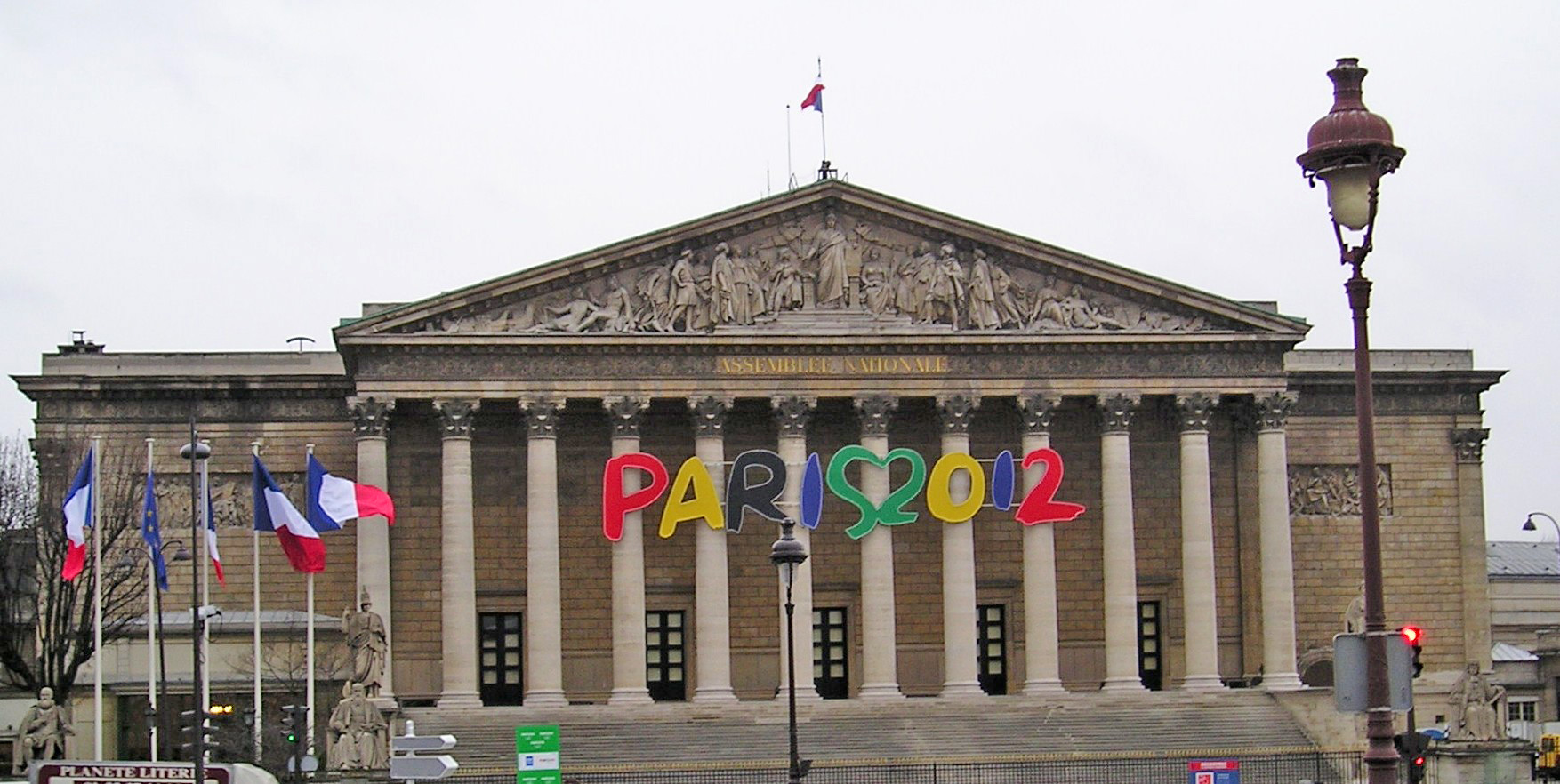
パリの巨大な招致ロゴが掲げられたブルボン宮

パリは1992年夏季オリンピック、2008年夏季オリンピックの招致レースに破れており、立候補当初から最有力候補と見なされてきた。パリの招致計画は、競技会場を市の北部と西部に集中させ、選手村からわずか10分で移動できるというコンパクトな会場配置であった。1次評価でパリは立候補を申請した全9都市の中で最も高い評価を得ており、特に高度な交通システムや豊富な宿泊施設数、多数の観光客をこれまで受け入れてきた経験、世論の支持の高さが賞賛された。また、パリは競技会場のインフラも整っており、建設が必要な会場は仮設会場を建設したり、大会後も再利用する計画を打ち出したことにも支持が集まった。パリの豊かな文化とオリンピック遺産はパリおよびフランスが1998年FIFAワールドカップや2003年世界陸上選手権の開催に成功したことで培ってきた経験にあると強調し、これらの長所から、パリは招致レースで常に先頭を走っていたのである。

### マドリード

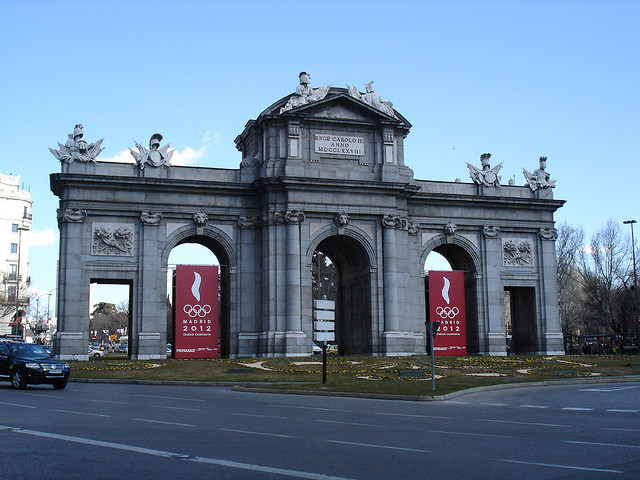
マドリードの招致ロゴが描かれた看板とアルカラ門

2003年初頭、マドリードは国内候補都市を決める投票でセビリアを破り、スペインの候補都市としてIOCに立候補を申請した。マドリードの開催計画は、市の中心部とそれに隣接する3つのクラスター（会場群）を設けるという会場配置が特徴であった。いくつかの既存会場は低予算でオリンピック開催が十分可能であり、新設会場や恒久会場は市のためにオリンピック遺産として保護していくことを決めた。市にとって初めてとなるオリンピック開催であり、首都を訪れる10万人の観光客は完全に公共交通機関を利用するだろうと言われた。全ての会場と公共交通機関は再生可能エネルギーで賄われ、マドリードは「グリーン・オリンピック」という計画を打ち出した。マドリードは過去にさまざまな競技のヨーロッパ選手権や世界選手権の開催経験があり、また、マドリードは立候補していた5都市の中で市内および国内の支持率が最も高かった。さらにはスペイン人で前IOC会長のフアン・アントニオ・サマランチ氏が積極的なロビー外交を展開し、IOC委員の支持を取り付けていた。招致レースの期間中にIOC委員のアルベール2世(モナコ皇太子)が2004年3月11日にマドリード市内で発生し191人が死亡したマドリード列車爆破テロ事件に関連して、マドリードの治安に対する疑問を投げかけたことから、ロンドンとマドリードの差が広がったと見られる。

### ニューヨーク
ニューヨークは2002年に国内候補都市選考でサンフランシスコを破り、アメリカ合衆国の候補都市となった。ニューヨーク招致計画の主なコンセプトは"Olympic X"と呼ばれ、マンハッタン区やクイーンズ区、ブルックリン区、ニュージャージー州のイーストラザフォードなどの主要な会場群を鉄道で結び、これらの鉄道網が交差する中心に8,550室を備えた選手村を建設する計画を打ち出していた。会場群の中には、マディソン・スクエア・ガーデンやヤンキー・スタジアム、セントラルパーク、USTAナショナル・テニスセンター、ジャイアンツ・スタジアム、コンチネンタル・エアラインズ・アリーナなどの既存会場と、それらに隣接するようにして新設する競技会場が設置される。市は豊富な宿泊施設とハイレベルな大会の開催経験を持ち、世界一の市場規模を持つ能力をアピールした。しかし、ニューヨークの招致成功の可能性は、メインスタジアムとしていたウエストサイド・スタジアムの建設をニューヨーク州が否決したことで大きく後退してしまった。市は新たなメインスタジアムの建設で合意したが、開催地決定の1ヶ月前での出来事だったために影響は大きく、また、2010年に同じ北米大陸であるカナダのバンクーバーで第21回冬季オリンピックの開催が決まっていたこともあり、ニューヨークは最後まで招致レースの先頭に立てず敗北した。 [c]

### モスクワ
モスクワの招致計画は、1980年モスクワオリンピックで使用した会場を再利用することであった。モスクワ川沿いに会場を集約させたコンパクトな会場配置で、招致委員会のヴァレリー・シャンツェフ会長によれば、モスクワの招致コンセプトは"most compact Games ever"（史上最もコンパクトな大会）であった。既存の競技施設は改築され、建設が必要な会場はオリンピック開催のために新設される。モスクワの計画の目玉は近代的な選手村の建設であった。モスクワの強みは市内およびロシア国内の高い支持率や国際大会の開催実績であったが、オリンピック開催に必要な交通システムや宿泊施設が不足していることが弱点であった。

## 立候補の意欲があった都市
IOCへ正式に立候補を申請した9都市の他にも、2012年夏季オリンピック開催地へ意欲を示していた都市があった。
- アフリカ
  -  ナイジェリア - アブジャ[42]
- アジア
  -  インド - ハイデラバード[43]、ニューデリー[44]
  -  イスラエル - テルアビブ.[45]
- 南アメリカ
  -  ブラジル - サンパウロ（国内候補都市選考でリオデジャネイロに破れた）[46]
- 北アメリカ
  -  カナダ - トロント（2010年冬季オリンピックの開催地が国内のバンクーバーに決定したために諦めた）[47]
  -  アメリカ合衆国 - サンフランシスコ（国内候補都市選考でニューヨークに敗れた[48]）他にも、ヒューストンやワシントン、ダラス、ピッツバーグ、ロサンゼルス、シアトルなどが興味を示していた。[49]
- ヨーロッパ
  -  ドイツ - デュッセルドルフ、フランクフルト、ハンブルク、シュトゥットガルト（いずれも国内候補都市選考でライプツィヒに敗れた）[50]
  -  スペイン - セビリア（国内候補都市選考でマドリードに敗れた）[31]
  -  ハンガリー - ブダペスト[51]
  -  イタリア - ミラノ、ローマ[52]
  -  スウェーデン - ストックホルム、ヨーテボリ、マルメ
  -  ノルウェー - オスロ
  -  デンマーク - コペンハーゲン[53]

## ノート
1. ^ オリンピック・エンブレム(五輪マーク)はIOCの著作物であり、1次評価において高評価を得て最終選考に選出された都市は招致ロゴにオリンピック・エンブレムを使用することが許される[54][55]
2. ^ IOCには一般的に同じ地域でのオリンピック連続開催に抵抗があると言われている[56]。しかし、2004年アテネオリンピックの2年後に同じヨーロッパで2006年トリノオリンピックを開催した例があり、IOCのジャック・ロゲ会長も大陸のローテーションがあることを否定している[57]

### 評価報告書
- IOC 1次評価 (2004年5月12日)
- IOC 評価報告書 (2005年6月6日)
  - ロンドン
  - マドリード
  - モスクワ
  - ニューヨーク
  - パリ

### 他のリンク
- 第117次IOC総会 (2005-07-6-9 シンガポール)
- 2012年五輪開催地発表  (WMVファイル)